# Justicia hodgei
Justicia hodgei är en akantusväxtart som beskrevs av Emery Clarence Leonard. Justicia hodgei ingår i släktet Justicia och familjen akantusväxter. Inga underarter finns listade i Catalogue of Life.